# Sanilhac-Sagriès
Sanilhac-Sagriès là một xã trong vùng Occitanie. Xã Sanilhac-Sagriès nằm ở khu vực có độ cao trung bình 105 mét trên mực nước biển.